# مارتي غريفين (صحفي)
مارتي غريفين (بالإنجليزية: Marty Griffin)‏ هو صحفي أمريكي، ولد في 12 يونيو 1959 في بيتسبرغ في الولايات المتحدة.